# Edificio de la Oficina del Presidente de Ucrania
El edificio de la Oficina del Presidente de Ucrania (en ucraniano: Будинок Секретаріату Президента) está situado en el centro de Kiev y sirve como edificio administrativo de la Oficina del Presidente de Ucrania y del Consejo de Defensa y Seguridad Nacional de Ucrania. 
Inicialmente fue una reconstrucción de la sede del Distrito Militar de Kiev, que se construyó en algún momento de la década de 1870 según el diseño de Oleksandr Shile. El edificio se considera la cima de una obra artística arquitectónica y fue construido después de que todas las instituciones gubernamentales de la República Socialista Soviética de Ucrania fueran trasladadas a Kiev desde Járkov.

## Historia
En diferentes años aquí trabajaron líderes militares famosos. Antes de la revolución rusa de 1917, los generales del Imperio ruso como Mijaíl Alekséyev, Mijaíl Dragomirov y Vladímir Sujomlínov trabajaron aquí, ya que aquí estaba la sede del Distrito Militar de Kiev. 
En 1918, aquí se encontraba el Estado Mayor del Ejército de la República Popular de Ucrania durante la época del hetman Pavló Skoropadski. Entre los miembros del personal se encontraban destacados comandantes militares ucranianos: el comandante del ejército de EPU, el coronel general Vasil Tiutiunnik, el coronel general Marko Bezruchko y el coronel Yevhén Meshkivski.
El edificio moderno fue construido sobre los cimientos de un edificio del siglo XIX. Durante la época soviética trabajaron aquí Aleksandr Yegórov, Iona Yakir, Vasili Blücher, Gueorgui Zhúkov y Nikolái Vatutin. Durante la ocupación nazi de Kiev, la Comisaría General de Kiev estaba ubicada en el número 11 de la calle Bankova. 
Después de la Segunda Guerra Mundial, el Comité Central del Partido Comunista de la República Socialista Soviética de Ucrania estaba ubicado en el edificio de la calle Bankova. Aquí se encontraban las oficinas de los primeros secretarios del Comité Central del Partido Comunista de la RSS de Ucrania Ucrania, Nikita Jrushchov, Leonid Melnikov, Alekséi Kirichenko, Nikolái Podgorni, Petró Shelest, Volodímir Scherbitski.

## Arquitectura
El edificio fue construido en 1936-39 según el diseño del arquitecto de Sergui Grigoriev para la sede del Distrito Militar Especial de Kiev. El autor del diseño logró unir orgánicamente elementos del estilo estalinista y del barroco ucraniano.
Lo primero que llama la atención de los visitantes es el increíble grosor de las paredes del edificio. Los especialistas explican que se debió a las restricciones para construir edificios administrativos en la Unión Soviética de los años 30, que obligaron a eludirlas construyendo una nueva estructura sobre los cimientos ya existentes. El nuevo diseño hizo un gran uso de los campus simétricos del diseño anterior de Shile de la década de 1870.
El nuevo edificio se consideró una reconstrucción con algunos elementos nuevos. Sus alas estaban extendidas, mientras que en el centro se formó una composición especial: un avant-corps macizo con una columnata insertada del gran orden corintio. La monumentalidad dominante del edificio está subrayada por un pesado entablamento junto con un estilóbato vidriado de una labradorita de tinte gris pulido ("capa inferior"). La entrada principal del edificio está flanqueada por cuatro esferas de roca. El arquitecto planeó el diseño hasta tal punto teniendo en cuenta todos los detalles que el gran edificio, a pesar de estar ubicado en una calle estrecha, no sólo no aplastó su entorno, sino que también se puede observar bien desde todos los puntos: desde la calle Instytutska a la Lutheranska, desde la vecina plaza Frankó a la remota plaza Mijailiv.
En su patio se ubican un comedor, un lavadero, tintorería, una imprenta, etc.

## Galería

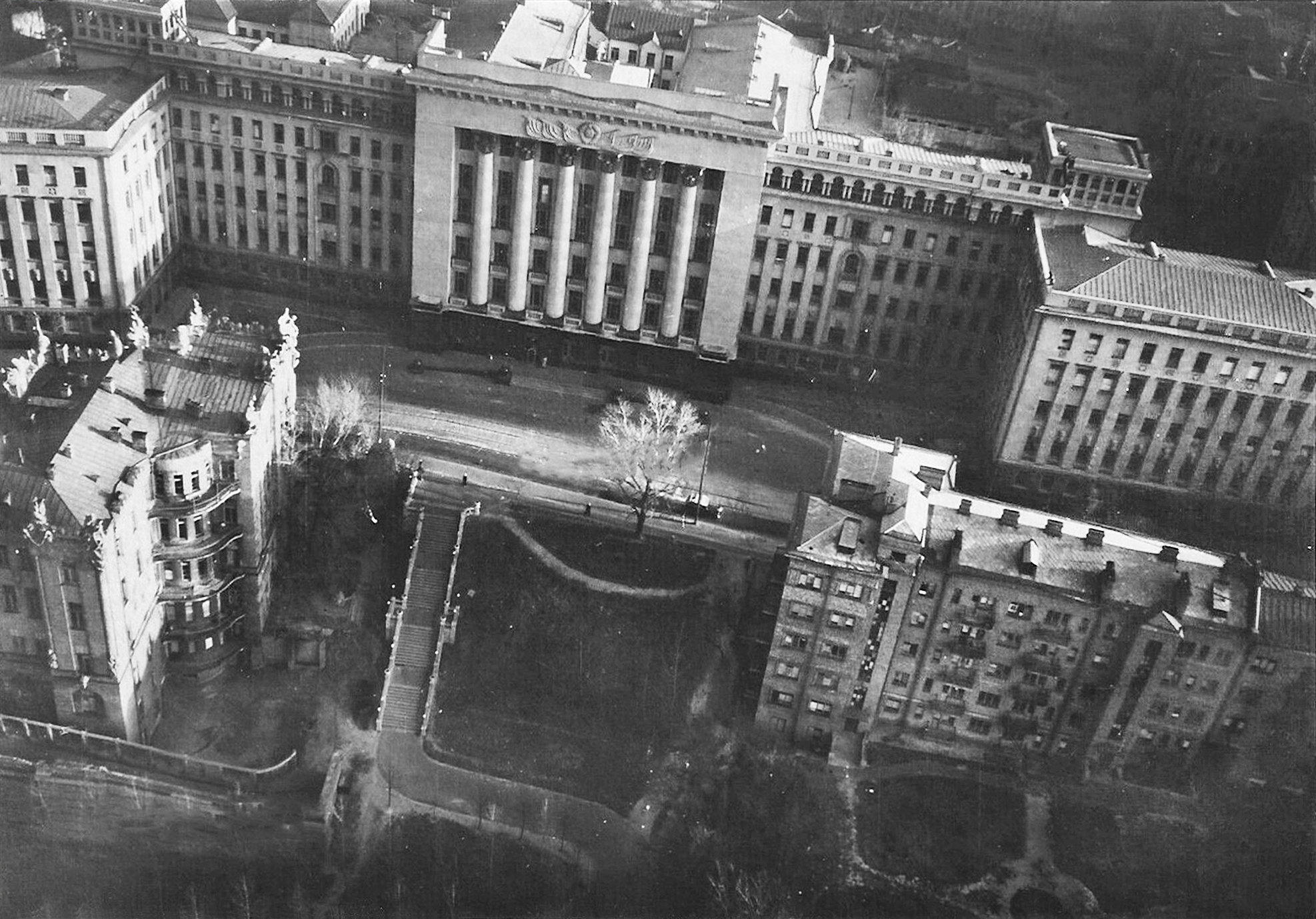
Vista aérea (década de 1930)
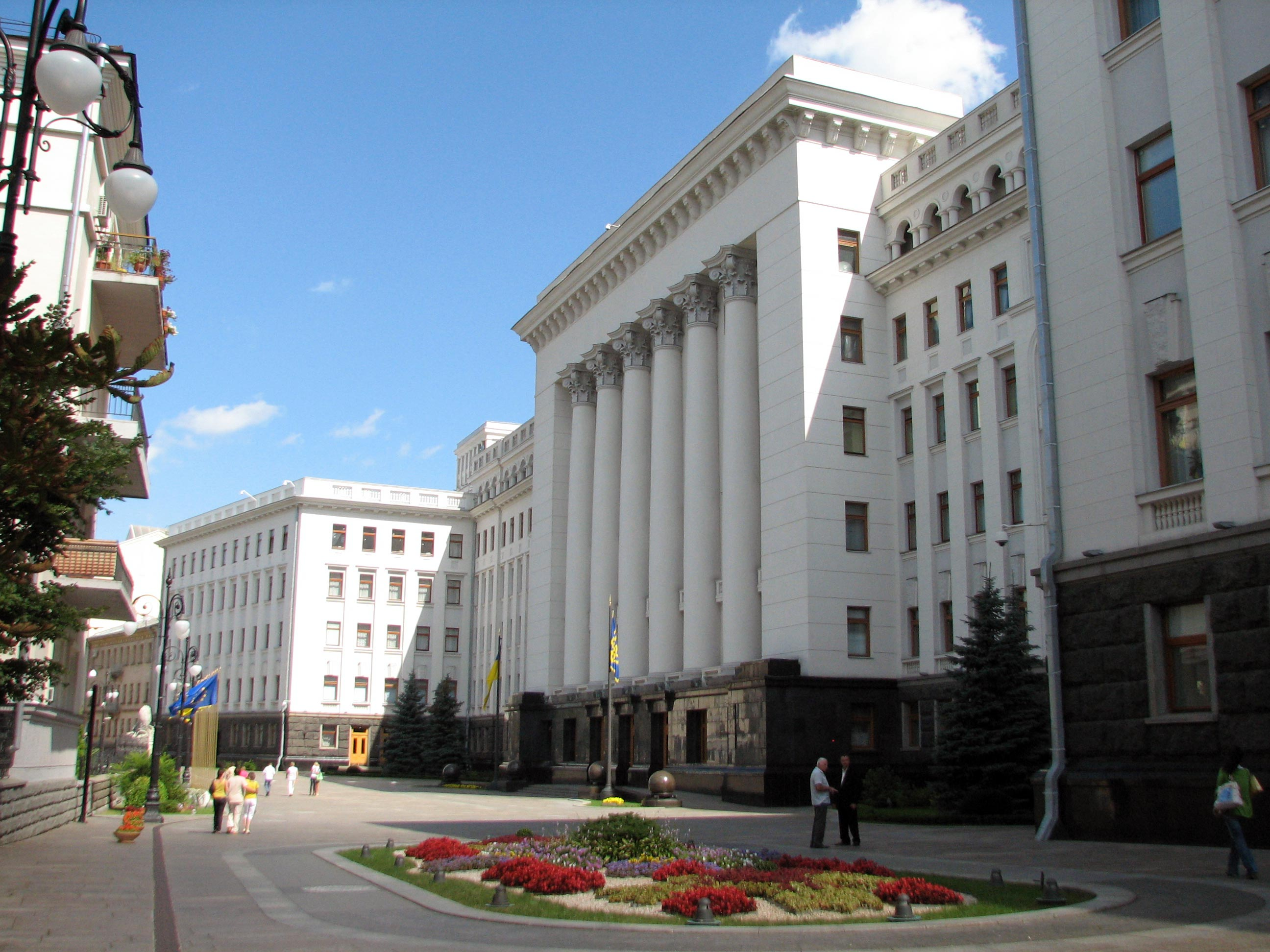
Vista de la calle Bankova y el edificio
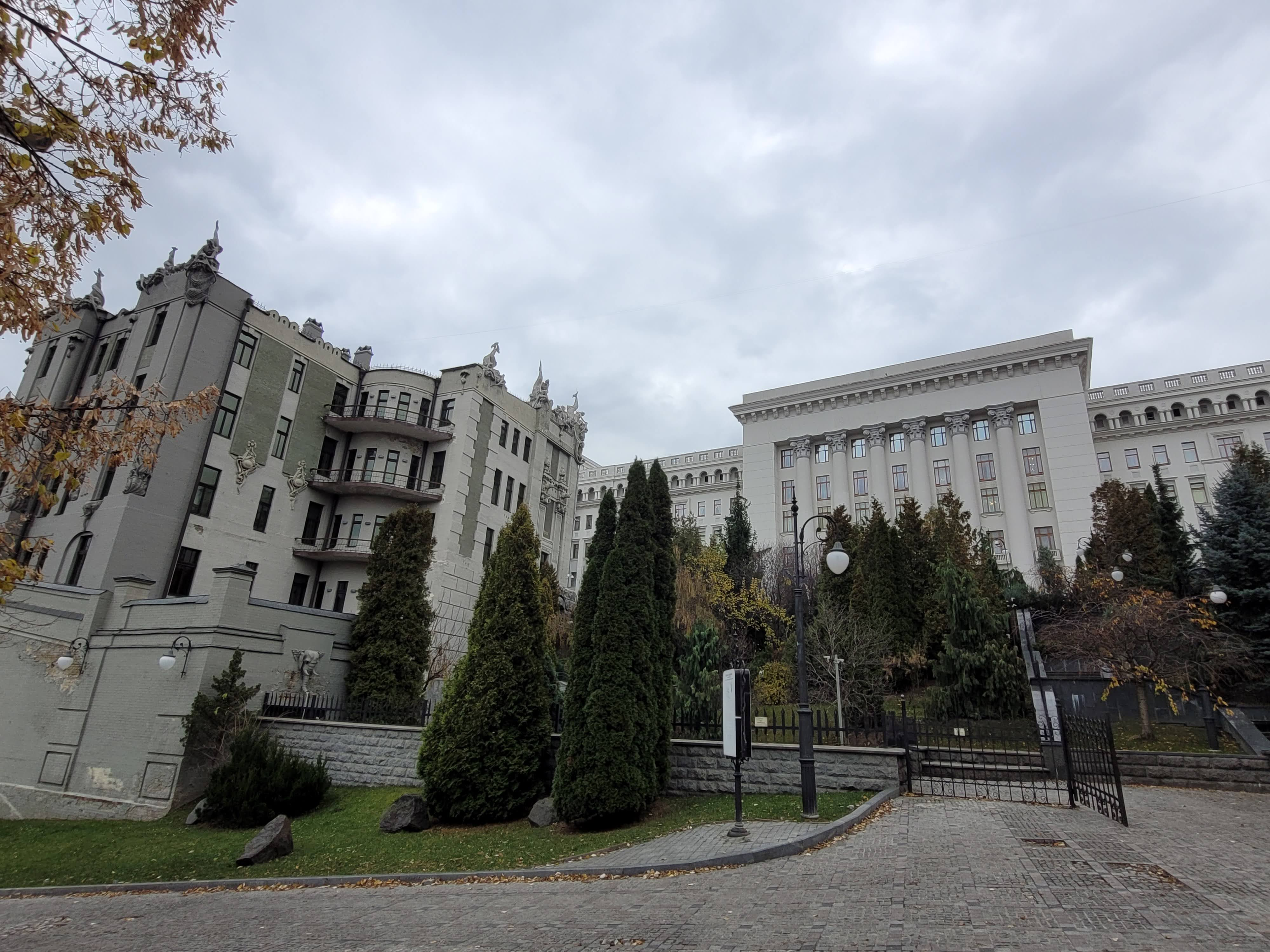
Alrededores del edificio de la Oficina del Presidente de Ucrania